# Plymophiloscia guttata
Plymophiloscia guttata är en kräftdjursart som beskrevs av Wahrberg1922. Plymophiloscia guttata ingår i släktet Plymophiloscia och familjen Philosciidae. Inga underarter finns listade i Catalogue of Life.